# Neuer Markt (Erlangen)
Der Neue Markt in der mittelfränkischen Stadt Erlangen ist im weiteren Sinne das in den 1960er und 1970er Jahren entstandene Verwaltungs- und Geschäftszentrum südlich der historischen Altstadt. Dessen Gebäude gruppieren sich an der Nürnberger Straße sowie am Rathausplatz und Beşiktaş-Platz. Im engeren Sinne bezeichnet der Begriff ein Einkaufszentrum am Rathausplatz, das Teil dieses Stadtviertels ist.

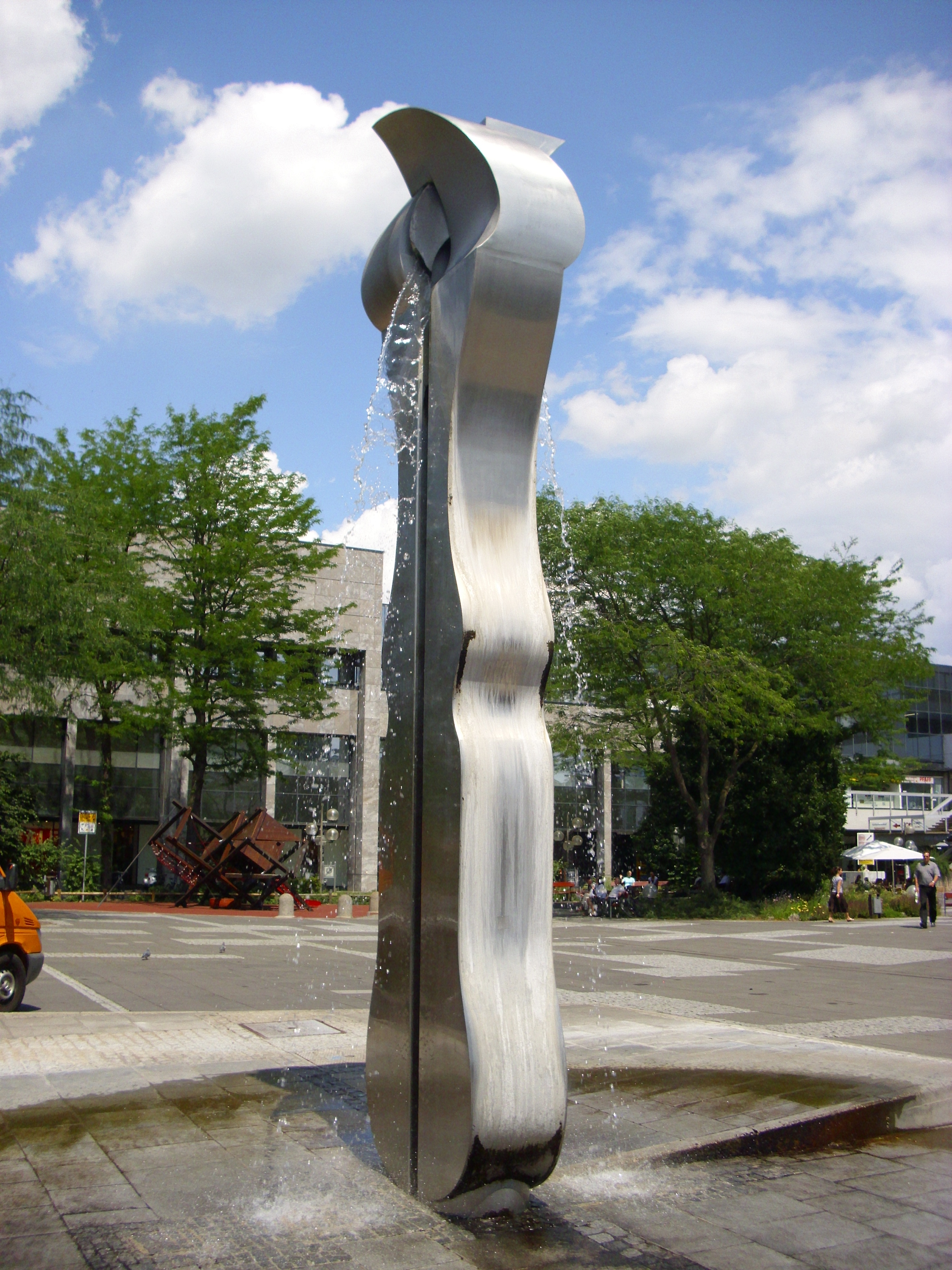
Ruckerbrunnen am Rathausplatz

## Lage und Beschreibung
Der Neue Markt befindet sich südlich des historischen Stadtkerns von Erlangen an der Nürnberger Straße. Er bildet somit das südliche Ende der Erlanger Fußgängerzone und ist durch mehrere Buslinien des Stadt- und Regionalverkehrs (Haltestelle „Neuer Markt“) erschlossen. Zudem liegt er nur rund zehn Gehminuten vom Bahnhof Erlangen entfernt.
Östlich der Nürnberger Straße befindet sich der rund 6000 Quadratmeter große Rathausplatz, um den sich (im Uhrzeigersinn) das Einkaufszentrum „Neuer Markt“, das Neue Rathaus, die Stadthalle bzw. das Kongresszentrum (seit 1990 Heinrich-Lades-Halle) mit angeschlossenem Hotel und das eingeschossige Geschäftsgebäude „Carrée am Rathausplatz“ gruppieren. Der Platz wurde bürgernah mit Grüninseln, Bänken, Spielplatz, Kunstwerken wie dem Ruckerbrunnen und Telefonzellen gestaltet und als Fußgängerzone ausgewiesen.
Dem gegenüberliegenden, rund 4000 Quadratmeter umfassenden Platzteil, der aus städtebaulichen Gründen etwas nach Norden verschoben ist, fehlte dagegen anfangs ein ähnlicher Akzent. Erst 1982 wurde der heute nach einer Partnerstadt Erlangens benannte Beşiktaş-Platz durch die Anpflanzung einiger Bäume und den Bau einer Brunnenanlage aufgelockert. Um diesen Platz gruppieren sich (im Uhrzeigersinn) mehrere Geschäftsgebäude, die sogenannte „Bogen-Passage“ und das Multiplex-Kino Cinestar.

## Geschichte
Aufgrund des starken Wachstums der Stadt Erlangen in der Nachkriegszeit erfolgte eine Stadtentwicklung vor allem nach Süden. Zur Entlastung der historischen Innenstadt wurde im Jahr 1960 der Baulinienplan Neuer Platz festgeschrieben. Dieser sah bereits das später realisierte Verwaltungs- und Geschäftszentrum südlich des historischen Stadtkerns vor. Östlich der Nürnberger Straße sollten das neue Rathaus, eine Stadthalle, mehrere Kaufhäuser, ein Hotel mit Gastronomie, ein Sparkassengebäude, ein Studienhaus, eine Tiefgarage und ein Busbahnhof entstehen. Westlich davon war ein Geschäfts- und Ladenbereich mit Fußgängerstraße vorgesehen.
Im Oktober 1969 begann die Umsetzung der inzwischen mehrmals modifizierten Planung. Der Entwurf hierfür stammte von dem Nürnberger Architekten Heinrich Loebermann. Die Gesamtkosten betrugen rund 100 Millionen D-Mark. Die Stadt Erlangen hatte durch die Einschaltung einer Leasingfirma, die die Kongresshalle auf eigene Kosten erbaute, rund 30 Millionen D-Mark zu tragen. Am 15. Oktober 1970 konnte das anfangs nur aus ein- und zweigeschossigen Gebäude bestehende Einkaufszentrum „Neuer Markt“ mit angeschlossenem Parkhaus eröffnet werden. Der erste Bauabschnitt des Rathauses mit Stadthalle und Hotel wurde am 6. Oktober 1971 fertiggestellt, der zweite Bauabschnitt rund ein Jahr später. Im Jahr 1977 wurde der sogenannte Ruckerbrunnen erbaut. Dabei handelt es sich um eine rund fünf Meter hohe Wasserwandstele aus Edelstahl. Rundum ist der Platz abgesenkt und bildet so das Wasserbecken des Brunnens. Dieser ist nach seinem Schöpfer Hans Rucker, einem Bildhauer aus München, benannt. Finanziert wurde er aus Mitteln von rund 130.000 D-Mark, welche die Firma Siemens und der Freistaat Bayern anlässlich der Großstadtfeier Erlangens im Jahr 1974 gespendet hatten. Der ursprüngliche Entwurf des Künstlers Artur Dieter Trantenroth, der sich bei einem 1975 ausgeschriebenen Wettbewerb durchgesetzt hatte, konnte mit dieser Summe nicht realisiert werden.
Bereits 1965 war nördlich des Einkaufszentrums „Neuer Markt“ das Kaufhaus Merkur in einem Neubau mit angeschlossenem Parkhaus, der nicht Teil der ursprünglichen Planungen war, eröffnet worden. Die Fassade wurde mit den von Egon Eiermann entwickelten „Hortenkacheln“. Ab 1975 firmierte das Warenhaus als Kaufhaus Horten, seit 2003 als Galeria Kaufhof. 2010 wurde der Kaufhausbau renoviert, 2012 erhielt er eine neuartige 3D-Fassade des Architekten Matthias Loebermann, des Sohnes von Heinrich Loebermann.
In den Jahren 1989/90 erfolgte ein Umbau des Einkaufszentrums „Neuer Markt“. Hierbei wurden Teile des Gebäudekomplexes um ein Geschoss aufgestockt, um mehr Platz für die Textilkaufhäuser Wöhrl und C&A zu schaffen. Außerdem erfolgte eine Umgestaltung der Fassade. Außerdem wurde im Jahr 1990 die Stadthalle in Heinrich-Lades-Halle umbenannt. Dadurch wurde der Oberbürgermeister Heinrich Lades (1959–1972) gewürdigt, in dessen Amtszeit Planung und Umsetzung des Projektes „Neuer Markt“ fielen. Auch auf der westlichen Platzseite kam es in den 1990er Jahren zu größeren Veränderungen. So wurde das ehemalige Kaufhaus Quelle (später Hertie) umgebaut und erhielt eine neue Fassade. Seit 1997 ist in dem Gebäudekomplex neben einigen Geschäften im Erdgeschoss das Multiplex-Kino Cinestar untergebracht. Auch der südlich dieses Gebäude angrenzende Komplex wurde zu dieser Zeit umgestaltet. Am 11. November 1998 wurde er als kleines Einkaufszentrum mit neun Geschäften unter dem Namen Bogen-Passage wiedereröffnet. Namensgebend ist die als Aufgang zum ersten Obergeschoss vorgesetzte, segmentbogige Brücke. In den Jahren 2002 bis 2005 schließlich erfolgte eine grundlegende Sanierung des Rathauses. Dabei wurden insbesondere Schäden an den Betonteilen der Fassade instand gesetzt. 2005 wurde ebenfalls der Neuer Markt Süd, eine eingeschossige Ladenpassage, abgerissen und durch eine ebenfalls eingeschossige geschlossene Ladenbebauung als Carree am Rathausplatz neu gebaut.